# Dyskografia Eleny Paparizou
Ten artykuł zawiera informacje na temat dyskografii greckiej piosenkarki Eleny Paparizou.

## Albumy studyjne
Poniższe albumy zostały wydane i były na listach przebojów w Grecji i na Cyprze.
| Rok  | Tytuł | Pozycje na listach przebojów | Pozycje na listach przebojów | Zdobyte certyfikaty w Grecji |
| Rok  | Tytuł | GRE                          | CYP                          | Zdobyte certyfikaty w Grecji |
| ---- | --- | ---------------------------- | ---------------------------- | ---------------------------- |
| 2004 | Protereotita - Pierwszy album studyjny (grecki) - Wydany: 24 czerwca 2004 - Sprzedaż w połączeniu z reedycjami | 1                            | 1                            | Podwójna platyna             |
| 2006 | Iparhi Logos - Drugi album studyjny (grecki) - Wydany: 12 kwietnia 2006 - Sprzedaż w połączeniu z reedycjami | 1                            | 1                            | Platyna                      |
| 2006 | The Game of Love - Trzeci album studyjny (angielski) - Pierwszy angielski album - Wydany międzynarodowo w Grecji, na Cyprze, RPA, Szwecji, Danii, Norwegii, Finlandii, Rosji i Japonii - Wydany: 25 października 2006 (Grecja) | 1                            | 1                            | Platyna                      |
| 2008 | Vrisko To Logo Na Zo - Czwarty album studyjny (grecki) - Wydany: 12 czerwca 2008 | 1                            | 2                            | Platyna                      |
|      | | GRE                          | CYP                          |                              |
|      | Albumy na pierwszym miejscu | 4                            | 3                            |                              |
|      | Albumy w Top 10 | 4                            | 4                            |                              |

## Kompilacje

### Nieoficjalne kompilacje
- 2007 - Best of (Dostępna tylko przy zakupie odtwarzacza MP4 - MP4 Total Helena z serii Turbo-X.)

## Single

### Single wydane w Grecji i na Cyprze
| Rok  | Tytuł                 | Album                          | Pozycje na listach przebojów | Pozycje na listach przebojów | Zdobyte certyfikaty w Grecji |
| Rok  | Tytuł                 | Album                          | GRE                          | CYP                          | Zdobyte certyfikaty w Grecji |
| ---- | --------------------- | ------------------------------ | ---------------------------- | ---------------------------- | ---------------------------- |
| 2003 | "Anapandites Kliseis" | Protereotita                   | 1                            | 1                            | Złota płyta                  |
| 2005 | "My Number One"       | Protereotita: Euro Edition     | 1                            | 1                            | Platyna                      |
| 2005 | "Mambo!"              | Iparhi Logos                   | 1                            | 1                            | Platyna                      |
| 2007 | "Fos"                 | Iparhi Logos: Platinum Edition | 1                            | –                            | Złota płyta                  |
|      |                       |                                | GRE                          | CYP                          |                              |
|      |                       | Przeboje na pierwszym miejscu  | 4                            | 3                            |                              |
|      |                       | Przeboje w Top 10              | 4                            | 3                            |                              |

### Single wydane poza Grecją i Cyprem
Wszystkie Single CD wydane poza Grecją i ich pozycje na zagranicznych listach przebojów: Szwecja (SWE), Rumunia (ROM), Niemcy (GER), Rosja (RUS), Belgia (BEL) i Stany Zjednoczone (US).
| Rok  | Tytuł                   | Album                         | Pozycje na listach przebojów | Pozycje na listach przebojów | Pozycje na listach przebojów | Pozycje na listach przebojów | Pozycje na listach przebojów | Pozycje na listach przebojów | Zdobyte certyfikaty |
| Rok  | Tytuł                   | Album                         | SWE                          | ROM                          | GER                          | RUS                          | BEL                          | US                           | Zdobyte certyfikaty |
| ---- | ----------------------- | ----------------------------- | ---------------------------- | ---------------------------- | ---------------------------- | ---------------------------- | ---------------------------- | ---------------------------- | ------------------- |
| 2005 | "My Number One"         | My Number One                 | 1                            | 4                            | 37                           | 19                           | 10                           | 8                            | .                   |
| 2005 | "The Light in Our Soul" | My Number One                 | 3                            | 17                           | –                            | 171                          | –                            | –                            | .                   |
| 2005 | "A Brighter Day"        | My Number One                 | 24                           | –                            | –                            | –                            | –                            | –                            | .                   |
| 2006 | "Mambo!"                | The Game of Love              | 5                            | 13                           | –                            | 41                           | 18                           | –                            | .                   |
| 2006 | "Heroes"                | The Game of Love              | 1                            | 64                           | –                            | –                            | –                            | –                            | .                   |
| 2006 | "Gigolo                 | The Game of Love              | 11                           | 32                           | –                            | 66                           | –                            | –                            | .                   |
| 2006 | "Teardrops"             | The Game of Love              | –                            | –                            | –                            | –                            | –                            | –                            | .                   |
| 2007 | "3 is a Magic Number"   | Digital download              | 18                           | –                            | –                            | –                            | –                            | –                            | .                   |
|      |                         |                               | SWE                          | ROM                          | GER                          | RUS                          | BEL                          | US                           |                     |
|      |                         | Przeboje na pierwszym miejscu | 2                            | 0                            | 0                            | 0                            | 0                            | 0                            |                     |
|      |                         | Przeboje w Top 10             | 4                            | 1                            | 0                            | 0                            | 1                            | 1                            |                     |

### Wszystkie single
| Rok  | Tytuł                                            | Album                                               |
| ---- | ------------------------------------------------ | --------------------------------------------------- |
| 2003 | "Anapandites Kliseis"                            | Protereotita                                        |
| 2004 | "Treli Kardia"                                   | Protereotita                                        |
| 2004 | "Antitheseis"                                    | Protereotita                                        |
| 2004 | "Katse Kala"                                     | Protereotita                                        |
| 2004 | "Stin Kardia Mou Mono Thlipsi"                   | Protereotita                                        |
| 2005 | "My Number One"                                  | My Number One                                       |
| 2005 | "The Light in Our Soul"                          | My Number One                                       |
| 2005 | "A Brighter Day"                                 | My Number One                                       |
| 2005 | "Mambo!" (wersja grecka)                         | The Game of Love, Iparhi Logos                      |
| 2005 | "Just Walk Away" (na żywo)                       | Iparhi Logos                                        |
| 2006 | "Mambo!" (wersja angielska)                      | The Game of Love, Iparhi Logos                      |
| 2006 | "Iparhi Logos"                                   | Iparhi Logos                                        |
| 2006 | "Heroes"                                         | The Game of Love                                    |
| 2006 | "Gigolo"                                         | The Game of Love                                    |
| 2006 | "Fos"                                            | Iparhi Logos: Platinum Edition                      |
| 2006 | "Teardrops"                                      | The Game of Love                                    |
| 2006 | "An Ihes Erthi Pio Noris"                        | Iparhi Logos                                        |
| 2007 | "Mazi Sou"                                       | Iparhi Logos: Platinum Edition                      |
| 2007 | "Min Fevgeis"                                    | Iparhi Logos: Platinum Edition                      |
| 2007 | "To Fili Tis Zois"                               | To Fili Tis Zois (soundtrack), Vrisko To Logo Na Zo |
| 2007 | "Zileia Monaksia" (w duecie z Nikosem Aliagasem) | Nikos Aliagas & Friends : Rendez-Vous               |
| 2007 | "Ola Einai Mousiki"                              | Digital download                                    |
| 2008 | "Porta Gia Ton Ourano"                           | Vrisko To Logo Na Zo                                |
| 2008 | "I Kardia Sou Petra"                             | Vrisko To Logo Na Zo                                |
| 2008 | "Pirotehnimata"                                  | Vrisko To Logo Na Zo                                |
| 2009 | "Eisai I Foni"                                   | Vrisko To Logo Na Zo                                |
| 2009 | "Tha 'Mai Allios"                                | -                                                   |
| 2010 | "An Isoun Agapi"                                 | Giro Apo T'Oneiro                                   |
| 2010 | "Psahno Tin Alitheia"                            | Giro Apo T'Oneiro                                   |
| 2010 | "Girna Me Sto Htes [All Around The Dream Remix]" | Giro Apo T'Oneiro                                   |
| 2011 | "Baby it's over"                                 | Greatest Hits & More                                |
| 2011 | "Mr. Perfect"                                    |                                                     |
| 2012 | "O Logos Sou Spathi"                             |                                                     |

## Strony-B
| Rok  | Tytuł                   | Single              |
| ---- | ----------------------- | ------------------- |
| 2003 | "Brosta Ston Kathrefti" | Anapandites Kliseis |

## DVD
| Rok  | Tytuł | Pozycje na listach przebojów | Pozycje na listach przebojów | Zdobyte certyfikaty w Grecji |
| Rok  | Tytuł | GRE                          | CYP                          | Zdobyte certyfikaty w Grecji |
| ---- | --- | ---------------------------- | ---------------------------- | ---------------------------- |
| 2005 | Number One - Pierwsze DVD - Wydane: 26 kwietnia 2005 | 1                            | 1                            | –                            |
| 2006 | Mad Secret Concerts - Elena Paparizou - Drugie DVD - Wydane: 22 lipca 2006 | 1                            | 1                            | –                            |
| 2008 | Arhizei To Party - Trzecie DVD - Wydane: 22 grudnia 2008 - Wydane z reedycją albumu Vrisko To Logo Na Zo - Pod koniec grudnia 2008 roku prawie w całości pokazane na kanale Alpha TV | 1                            | 1                            | –                            |
|      | | GRE                          | CYP                          |                              |
|      | DVD na pierwszym miejscu | 2                            | 2                            |                              |
|      | DVD w Top 10 | 2                            | 2                            |                              |

## Teledyski
- 2003 – "Anapandites Kliseis"
- 2004 – "Treli Kardia"
- 2004 – "Antithesis"
- 2004 – "Katse Kala"
- 2004 – "Stin Kardia Mou Mono Thlipsi"
- 2005 – "My Number One"
- 2005 – "The Light in Our Soul"
- 2006 – "Mambo!"
- 2006 – "Iparhi Logos"
- 2006 – "Just Walk Away" (na żywo)
- 2006 – "Gigolo"
- 2006 – "Fos"
- 2006 – "An Ihes Erthi Pio Noris"
- 2007 – "Mazi Sou"
- 2007 – "Min Fevgeis"
- 2007 – "To Fili Tis Zois"
- 2007 – "Zileia Monaksia" (w duecie z Nikosem Aliagasem)
- 2008 – "Porta Gia Ton Ourano"
- 2008 – "I Kardia Sou Petra"
- 2008 – "Pirotehnimata"
- 2009 – "Eisai I Foni" (na żywo)
- 2009 – "Tha 'Mai Allios"
- 2010 – "An Isoun Agapi"

## Soundtracki
| Rok  | Tytuły utworów                                            | Soundtrack do filmu                                |
| ---- | --------------------------------------------------------- | -------------------------------------------------- |
| 2006 | "Fos"                                                     | Barbie i 12 tańczących księżniczek (wersja grecka) |
| 2007 | "Mazi Sou" "Na Ksipnao Kai Na Mai Mazi Sou" (Ela Na Deis) | Mazi Sou                                           |
| 2007 | "To Fili Tis Zois"                                        | To Fili Tis Zois                                   |
| 2008 | "Alla Jag Vill" "Genom Krig Och Kärlek"                   | Arn - Riket vid vägens slut                        |